# Bourvil
  Bourvil    (Prétot-Vicquemare, 27 de juliol de 1917 - 16è districte de París, 23 de setembre de 1970), nascut André Robert Raimbourg, fou un actor i cantant francès. El 1958 va estrenar l'opereta Pacifico de Jo Moutet amb llibret de Paul Nivoix, junts amb Georges Guétary Com actor, va interpretar Planchet a la pel·lícula de 1953 Els tres mosqueters, d'André Hunebelle, i Thénardier a Les Misérables (1958), de Jean-Paul Le Chanois.

## Discografia
- La ronde du temps
- La tactiques du gendarme
- Du rire aux larmes
- Les rois fainéants
- Bien si bien
- Pacifico reedició en CD per Marianne Mélodie, desembre 2008